# Лэзареску, Эмилиан
Эмилиан Лэзареску (рум. Emilian Lăzărescu; 22 ноября 1878, Бухарест –  20 апреля  1934, там же) – румынский живописец.

## Биография
С октября 1904 года обучался в Школе изящных искусств в Бухаресте, затем во Франции, в мастерской Эрнеста Хеберта (1817-1908); с октября 1905 г. стажировался в мастерской Леона Бонна и Люка-Оливье Мерсона, с 1906 по 1910 г. был стипендиатом. 
Выставлялся в Национальном обществе изобразительных искусств во Франции, в Бухаресте, с 1925 года в Салоне, на выставках художественной молодёжи в 1919 и 1920 гг., организовал несколько персональных выставок в 1910, 1911, 1913, 1915, 1918, 1922, затем в 1924 г. в Румынском Атенеуме, в 1925 году в бухарестском Доме искусств, в декабре 1929 года в Атенеуме, в 1930, 1933 и 1934 годах в столице.
Член румынского художественного объединения, существовавшего в Румынии с 1901 года – "Художественная молодёжь" ("Tinerimea artistică").

## Галерея

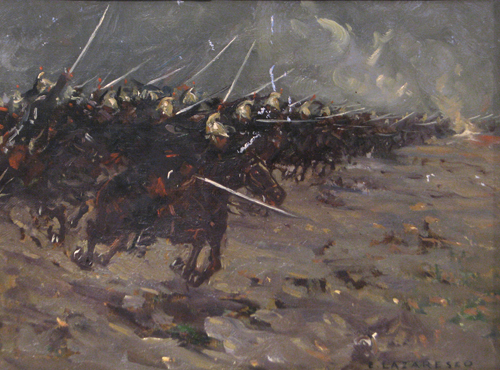
Атака кавалерии
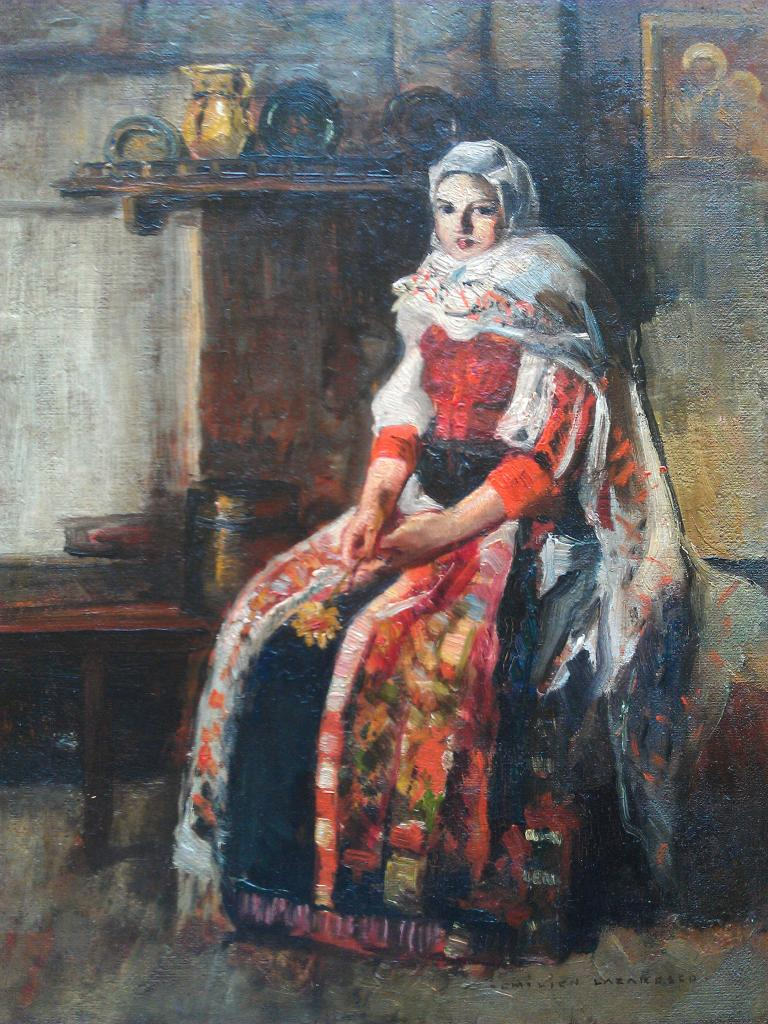
Румынская крестьянка
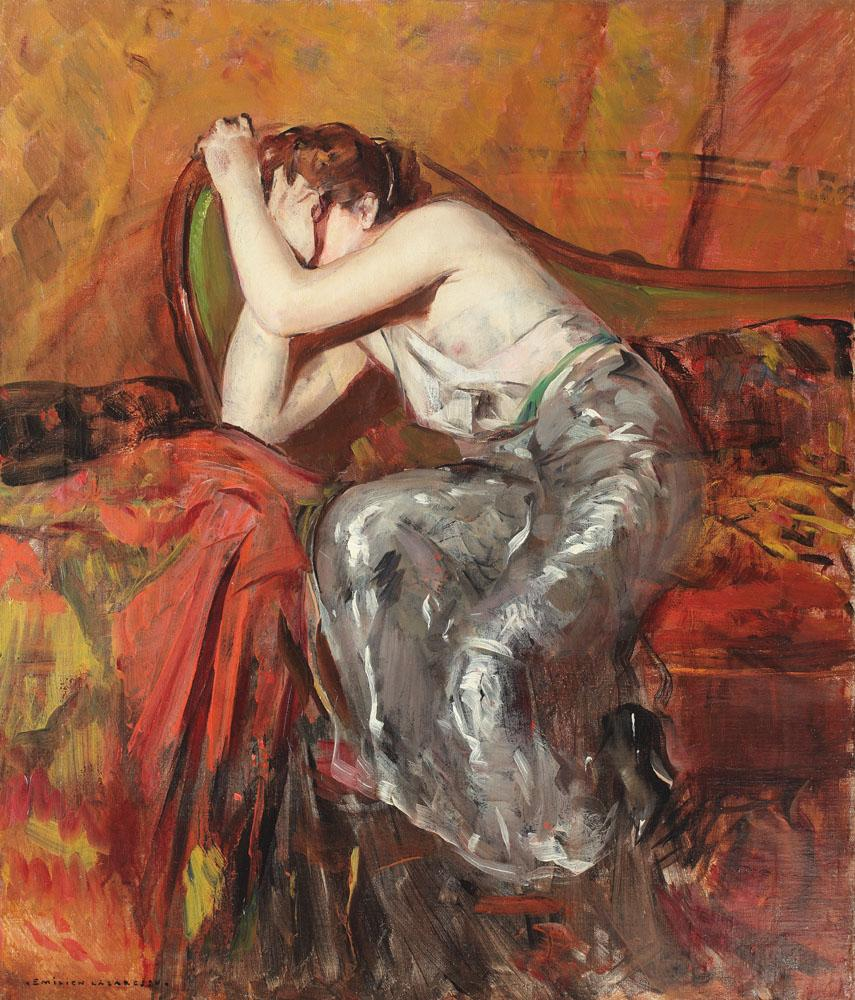
Целомудрие
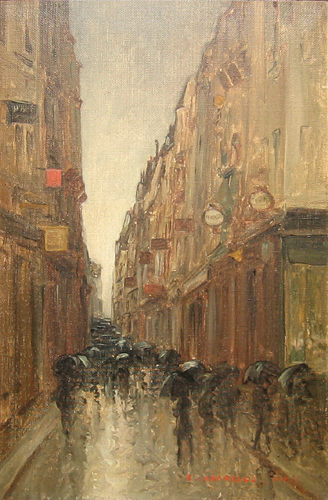
Парижская улица
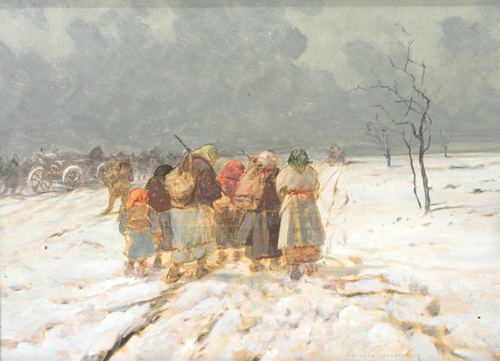
Странницы
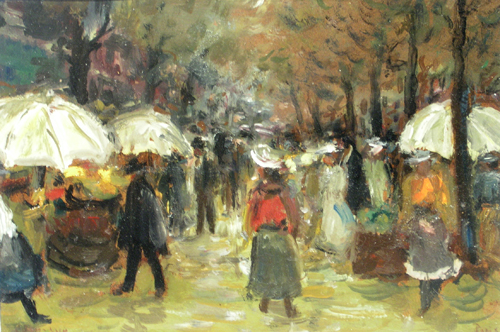
Парижский пейзаж
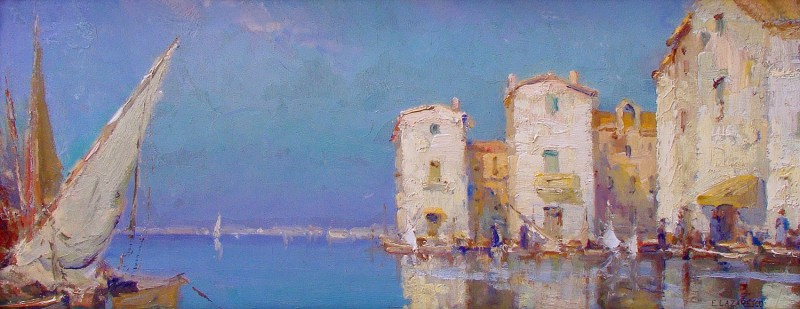
Морской пейзаж
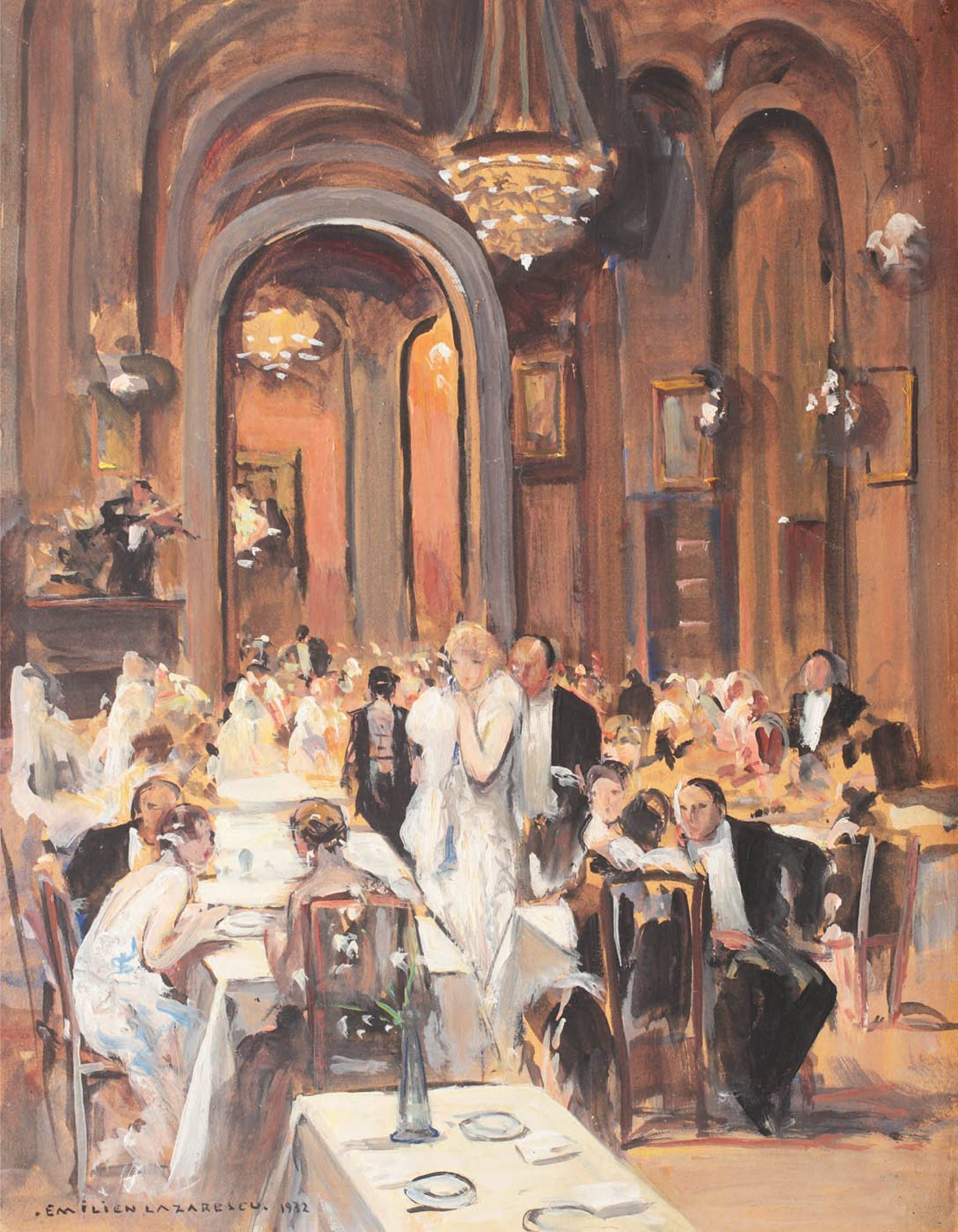
Парижский вечер
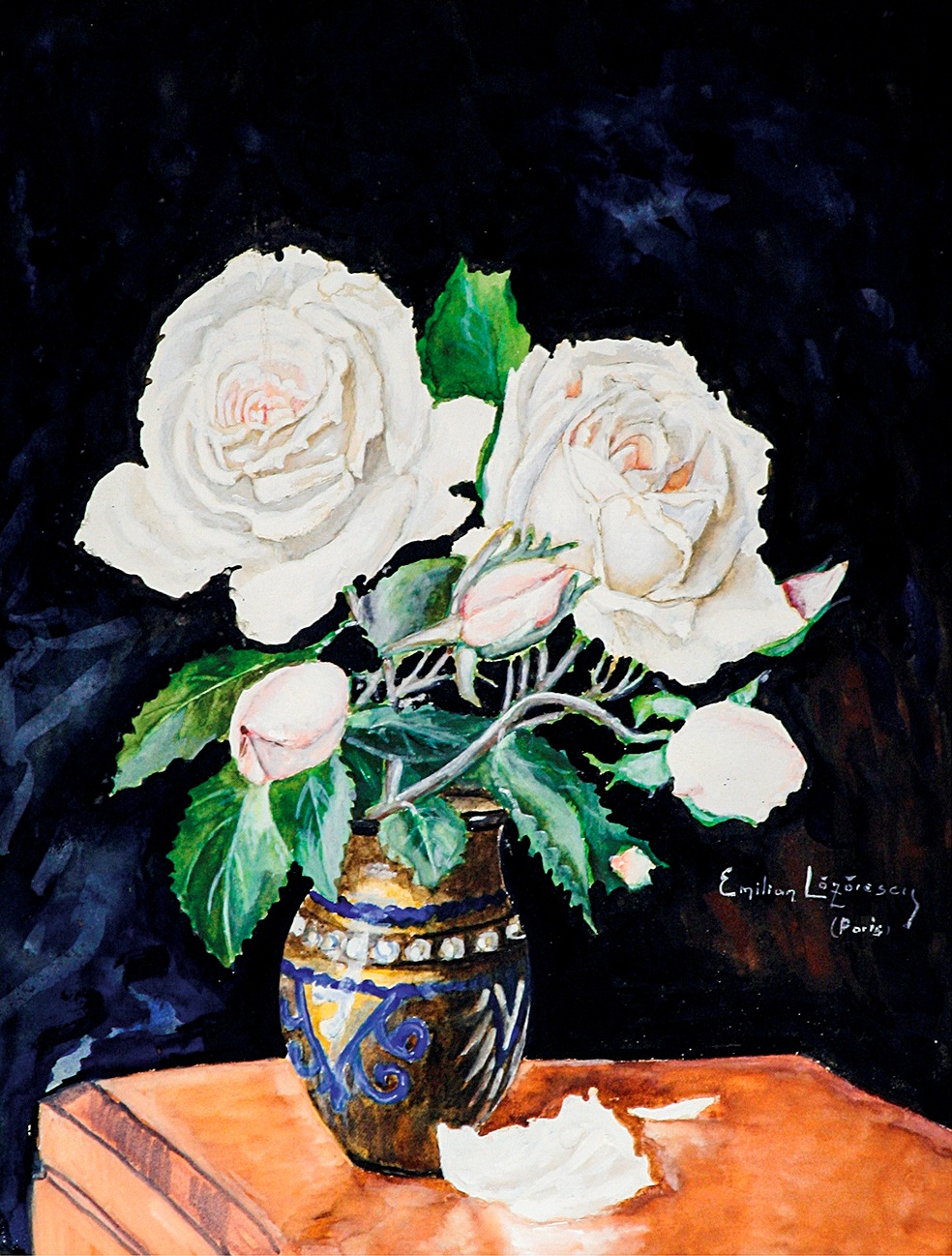
Натюрморт
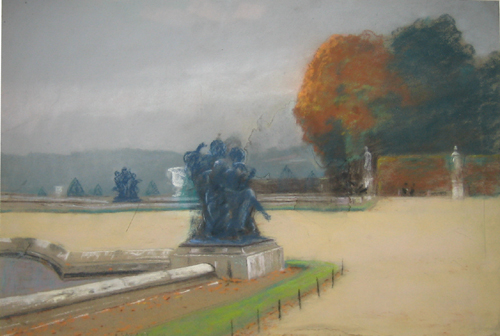
Сад Тюильри
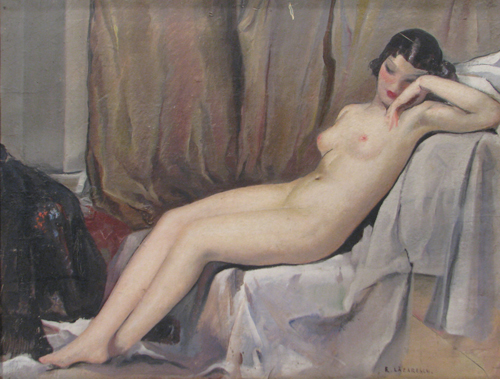
Отдых
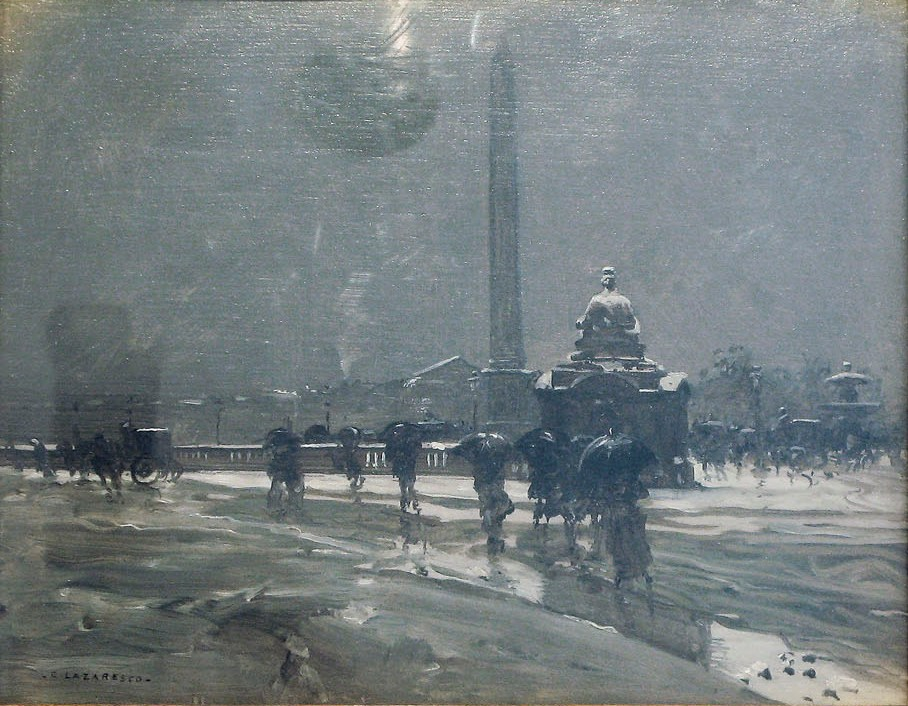
Париж ночью
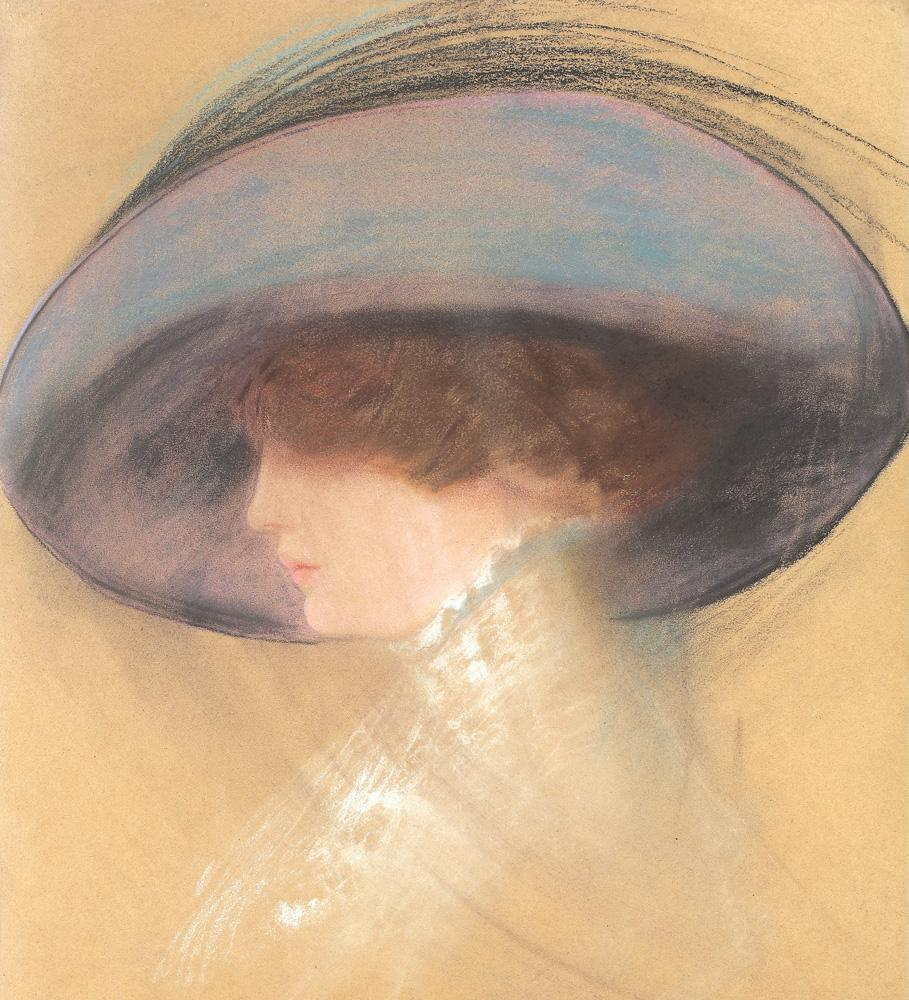
Аристократка